# Équipe d'Allemagne de l'Est de football en 1955
Il s'agit des matchs de la sélection est-allemande au cours de l'année 1955.

## Matchs et résultats
| Match amical                                  | Roumanie                | 2 – 3   | Allemagne de l'Est         | Stade du 23 août, Bucarest                               |                                                          |
| 18 septembre 1955 · Historique des rencontres | Georgescu 7e · Suru 28e | (2 - 1) | 14e Wirth · 80e 90e Tröger | Spectateurs : 90 000 Arbitrage : M. Harangozo ( Hongrie) | Spectateurs : 90 000 Arbitrage : M. Harangozo ( Hongrie) |

| Match amical                                 | Allemagne de l'Est | 1 – 0   | Bulgarie | Walter-Ulbricht Stadion, Berlin-Est                   |                                                       |
| 20 novembre 1955 · Historique des rencontres | Tröger 23e         | (1 - 0) |          | Spectateurs : 65 000 Arbitrage : Leo Horn ( Pays-Bas) | Spectateurs : 65 000 Arbitrage : Leo Horn ( Pays-Bas) |